# Oxytelinae
Oxytelinae zijn een onderfamilie uit de familie van de kortschildkevers (Staphylinidae). 
Het bestaat uit de volgende genera:
These 20 genera belong to the subfamily Oxytelinae:
- Anotylus Thomson, 1859 i c g b
- Aploderus Stephens, 1833 i c g b
- Apocellus Erichson, 1839 i c g b
- Bledius Leach, 1819 i c g b
- Carpelimus Leach, 1819 i c g b
- Coprophilus Latreille, 1829 i c g b
- Deleaster Erichson, 1839 i c g b
- Dolichoxenus Engel & Chatzimanolis, 2009[1]
- Euphanias Fairmaire & Laboulbène, 1856 g
- Jerozenia Herman, 2003[2]
- Manda Blackwelder, 1952 i c g b
- Mitosynum Campbell, 1982 i c g b
- Neoxus Herman, 1970 i c g b
- Ochthephilus Mulsant & Rey, 1856 i c g b
- Oxytelus Gravenhorst, 1802 i c g b
- Planeustomus Jacquelin du Val, 1857 g
- Platystethus Mannerheim, 1830 i c g b
- Syntomium Curtiss, 1828 i c g b
- Teropalpus Solier, 1849 i c g
- Thinobius Kiesenwetter, 1844 i c g b
- Thinodromus Kraatz, 1857 i c g b
- Trogactus Sharp, 1887 i c g